# Landgericht Schillingsfürst

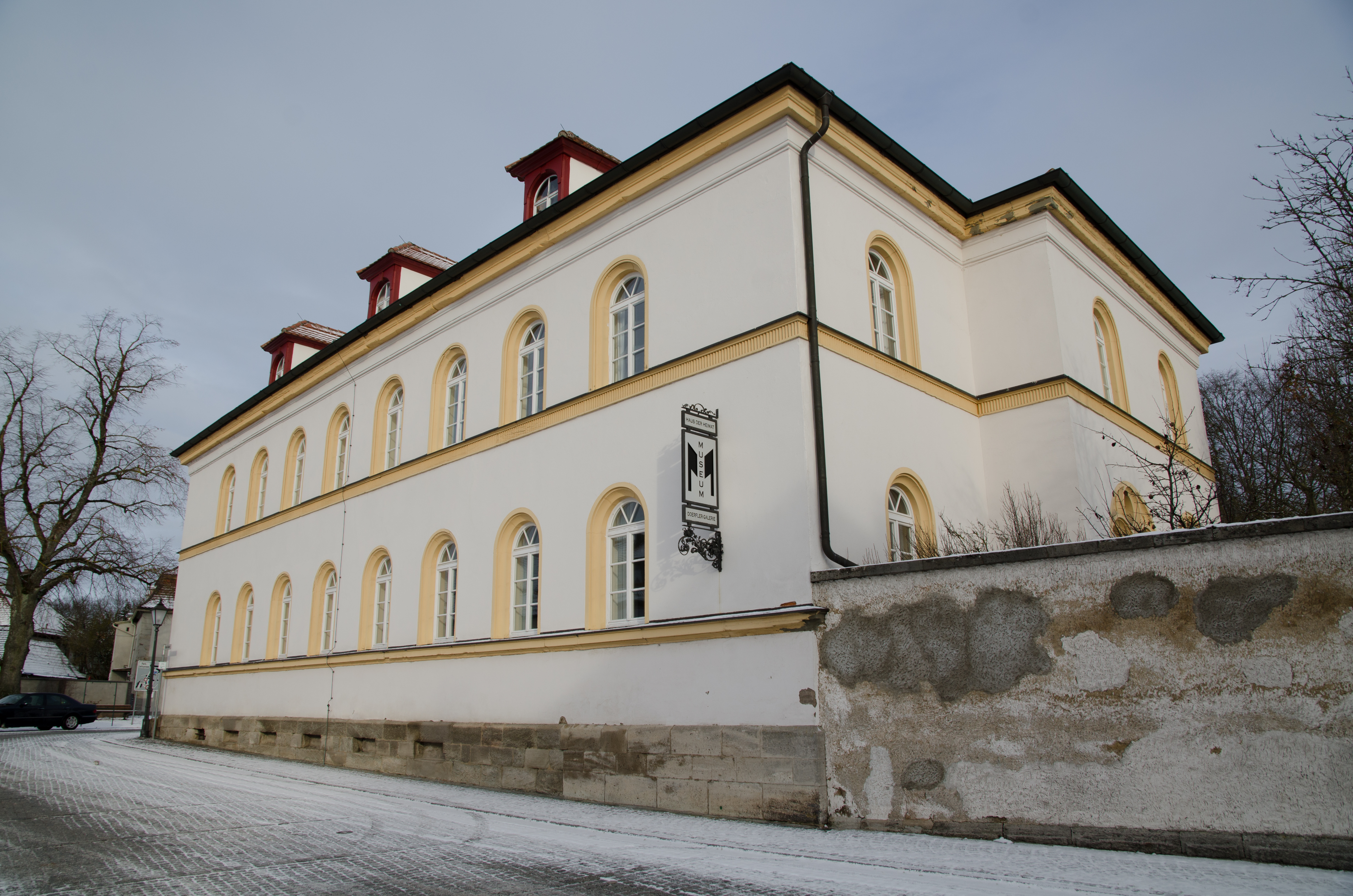
Ehemaliges Landgericht an der Neuen Gasse 1 in Schillingsfürst

Das Landgericht Schillingsfürst war ein von 1840 bis 1879 bestehendes bayerisches Landgericht älterer Ordnung mit Sitz in Schillingsfürst im heutigen Landkreis Ansbach.

## Lage
Das Landgericht Schillingsfürst grenzte im Norden an das Landgericht Rothenburg, im Osten an das Landgericht Leutershausen, im Süden an das Landgericht Feuchtwangen und im Osten an das Landgericht Herrieden und im Westen an das württembergische Oberamt Crailsheim.

## Geschichte
Mit der Bildung der Königreiche Bayern und Württemberg wurde 1806 auch das Fürstentum Hohenlohe-Waldenburg-Schillingsfürst mediatisiert. Die Besitzungen um die Exklave Schillingsfürst kamen zu Bayern, die Fürsten wurden Reichsräte der Krone Bayern.
Im Jahr 1818 wurde das standesherrliche Fürstlich Hohenlohe’sche Herrschaftsgericht Schillingsfürst begründet. 1840 wurde dieses im Zuge der Verwaltungsneugliederung Bayerns aufgelöst und an seiner statt das Landgericht Schillingsfürst begründet, das ursprünglich deckungsgleich mit dem Herrschaftsgericht war.
Das Landgericht Schillingsfürst war 1,06 Quadratmeilen groß. Es gab 40 Ortschaften: 1 Markt, 2 Pfarrdörfer, 3 Kirchdörfer, 6 Dörfer, 10 Weiler und 18 Einöden. Insgesamt gab es 7 Gemeinden: 1 Marktgemeinde und 6 Landgemeinden. 1840 hatte es 3380 Einwohner, wovon 582 Katholiken und 2798 Protestanten waren. 1852 waren es 3578 Einwohner.
Im Jahr 1858 kamen vom Landgericht Leutershausen die Gemeinden Brunst, Eckartsweiler, Erlach und Hagenau hinzu, vom Landgericht Rothenburg die Gemeinden Erzberg, Gailnau, Gailroth, Oestheim, Wettringen und Wörnitz und vom Landgericht Feuchtwangen die Gemeinden Dombühl, Kloster Sulz und Wildenholz, so dass es insgesamt 21 Landgemeinden gab: Bellershausen, Bockenfeld, Bottenweiler, Brunst, Diebach, Dombühl, Eckartsweiler, Erlach, Erzberg, Faulenberg, Gailnau, Gailroth, Gastenfelden, Hagenau, Kloster Sulz, Oestheim, Schillingsfürst, Stilzendorf, Wettringen, Wildenholz, Wörnitz.
Ab 1862 war das Landgericht Schillingsfürst nur noch für die Gerichtsbarkeit zuständig. Die Verwaltung wurde vom neu geschaffenen Bezirksamt Rothenburg ob der Tauber übernommen.

## Struktur
| Gemeinde        | Ortsteile                    | Herkunft                           |
| --------------- | ---------------------------- | ---------------------------------- |
| Bellershausen   | Bellershausen                | Herrschaftsgericht Schillingsfürst |
|                 | Neumühle                     | Herrschaftsgericht Schillingsfürst |
|                 | Pfeffermühle                 | Herrschaftsgericht Schillingsfürst |
| Bockenfeld      | Bockenfeld                   | Herrschaftsgericht Schillingsfürst |
| Bottenweiler    | Bottenweiler                 | Landgericht Feuchtwangen           |
|                 | Großmühlen                   | Landgericht Feuchtwangen           |
|                 | Waldhausen                   | Landgericht Feuchtwangen           |
| Brunst          | Brunst                       | Landgericht Leutershausen          |
|                 | Hetzweiler                   | Landgericht Leutershausen          |
|                 | Weißenkirchberg              | Landgericht Leutershausen          |
| Diebach         | Diebach                      | Herrschaftsgericht Schillingsfürst |
|                 | Bestleinsmühle               | Herrschaftsgericht Schillingsfürst |
|                 | Böllersmühle                 | Herrschaftsgericht Schillingsfürst |
|                 | Heckenmühle                  | Herrschaftsgericht Schillingsfürst |
|                 | Wolfsau                      | Herrschaftsgericht Schillingsfürst |
| Dombühl         | Dombühl                      | Landgericht Feuchtwangen           |
|                 | Höfen                        | Landgericht Feuchtwangen           |
|                 | Höfstettermühle              | Landgericht Feuchtwangen           |
| Eckartsweiler   | Eckartsweiler                | Landgericht Leutershausen          |
|                 | Eichholz                     | Landgericht Leutershausen          |
| Erlach          | Erlach                       | Landgericht Leutershausen          |
|                 | Gutenhard                    | Landgericht Leutershausen          |
|                 | Schwand                      | Landgericht Leutershausen          |
|                 | Steinberg                    | Landgericht Leutershausen          |
|                 | Weihersmühle                 | Landgericht Leutershausen          |
| Erzberg         | Erzberg                      | Landgericht Rothenburg             |
|                 | Arzbach                      | Landgericht Rothenburg             |
|                 | Bastenau                     | Landgericht Rothenburg             |
|                 | Harlang                      | Landgericht Rothenburg             |
|                 | Kleinmühlen                  | Landgericht Rothenburg             |
|                 | Rothof                       | Landgericht Rothenburg             |
| Faulenberg      | Faulenberg                   | Herrschaftsgericht Schillingsfürst |
|                 | Neuweiler                    | Herrschaftsgericht Schillingsfürst |
|                 | Obermühle                    | Herrschaftsgericht Schillingsfürst |
|                 | Wohnbach                     | Herrschaftsgericht Schillingsfürst |
| Gailnau         | Gailnau *                    | Landgericht Rothenburg             |
|                 | Obergailnau                  | Landgericht Rothenburg             |
|                 | Untergailnau                 | Landgericht Rothenburg             |
| Gailroth        | Gailroth                     | Landgericht Rothenburg             |
|                 | Leitsweiler                  | Landgericht Rothenburg             |
|                 | Ebethof                      | Landgericht Rothenburg             |
|                 | Hornunghof (?)               | Landgericht Rothenburg             |
| Gastenfelden    | Gastenfelden                 | Herrschaftsgericht Schillingsfürst |
|                 | Froschmühle                  | Herrschaftsgericht Schillingsfürst |
|                 | Gaishof                      | Herrschaftsgericht Schillingsfürst |
|                 | Schönbronn                   | Herrschaftsgericht Schillingsfürst |
|                 | Schweikartswinden            | Herrschaftsgericht Schillingsfürst |
|                 | Sengelhof                    | Herrschaftsgericht Schillingsfürst |
|                 | Speierhof                    | Herrschaftsgericht Schillingsfürst |
|                 | Traisdorf                    | Herrschaftsgericht Schillingsfürst |
| Hagenau         | Hagenau                      | Landgericht Leutershausen          |
|                 | Berbersbach                  | Landgericht Leutershausen          |
|                 | Birkenmühle                  | Landgericht Leutershausen          |
|                 | Leimbachsmühle               | Landgericht Leutershausen          |
|                 | Morlitzwinden                | Landgericht Leutershausen          |
|                 | Rufenmühle                   | Landgericht Leutershausen          |
| Kloster Sulz    | Kloster Sulz                 | Landgericht Feuchtwangen           |
|                 | Baimhofen                    | Landgericht Feuchtwangen           |
|                 | Binsenweiler                 | Landgericht Feuchtwangen           |
|                 | Bortenberg                   | Landgericht Feuchtwangen           |
|                 | Ziegelhaus                   | Landgericht Feuchtwangen           |
| Oestheim        | Oestheim *                   | Landgericht Rothenburg             |
|                 | Oberoestheim                 | Landgericht Rothenburg             |
|                 | Unteroestheim                | Landgericht Rothenburg             |
| Schillingsfürst | Schillingsfürst              | Herrschaftsgericht Schillingsfürst |
|                 | Bersbronn                    | Herrschaftsgericht Schillingsfürst |
|                 | Bronnenhaus                  | Herrschaftsgericht Schillingsfürst |
|                 | Fischhaus                    | Herrschaftsgericht Schillingsfürst |
|                 | Frankenheim                  | Herrschaftsgericht Schillingsfürst |
|                 | Oelmühle                     | Herrschaftsgericht Schillingsfürst |
|                 | Marienhof                    | Herrschaftsgericht Schillingsfürst |
|                 | Schafhof                     | Herrschaftsgericht Schillingsfürst |
|                 | Schmeermühle                 | Herrschaftsgericht Schillingsfürst |
|                 | Stützenhof                   | Herrschaftsgericht Schillingsfürst |
|                 | Thiergartenhof               | Herrschaftsgericht Schillingsfürst |
|                 | Wittum                       | Herrschaftsgericht Schillingsfürst |
|                 | Ziegelhütte                  | Herrschaftsgericht Schillingsfürst |
| Stilzendorf     | Stilzendorf                  | Herrschaftsgericht Schillingsfürst |
|                 | Altengreuth                  | Herrschaftsgericht Schillingsfürst |
|                 | Leipoldsberg                 | Herrschaftsgericht Schillingsfürst |
|                 | Neureuth                     | Herrschaftsgericht Schillingsfürst |
|                 | Obermühle                    | Herrschaftsgericht Schillingsfürst |
|                 | Schorndorf                   | Herrschaftsgericht Schillingsfürst |
|                 | Untermühle                   | Herrschaftsgericht Schillingsfürst |
|                 | Windmühle                    | Herrschaftsgericht Schillingsfürst |
| Wettringen      | Wettringen                   | Landgericht Rothenburg             |
|                 | Grüb                         | Landgericht Rothenburg             |
|                 | Löffelmühle                  | Landgericht Rothenburg             |
|                 | Reichenbach                  | Landgericht Rothenburg             |
|                 | Seemühle                     | Landgericht Rothenburg             |
|                 | Taubermühle                  | Landgericht Rothenburg             |
|                 | Thomasmühle                  | Landgericht Rothenburg             |
| Wildenholz      | Wildenholz                   | Landgericht Feuchtwangen           |
|                 | Steinbach an der Holzecke    | Landgericht Feuchtwangen           |
| Wörnitz         | Wörnitz                      | Landgericht Rothenburg             |
|                 | Bösennördlingen              | Landgericht Rothenburg             |
|                 | Ebertsmühle                  | Landgericht Rothenburg             |
|                 | Groß- und Kleinulrichshausen | Landgericht Rothenburg             |
|                 | Mittelstetten                | Landgericht Rothenburg             |
|                 | Morrieden                    | Landgericht Rothenburg             |
|                 | Oberwörnitz                  | Landgericht Rothenburg             |
|                 | Riedenberg                   | Landgericht Rothenburg             |
|                 | Rosenhof                     | Landgericht Rothenburg             |
|                 | Sandmühle                    | Landgericht Rothenburg             |
|                 | Unterwörnitz                 | Landgericht Rothenburg             |
|                 | Walkersdorf                  | Landgericht Rothenburg             |